# Pacific Nations Cup 2010
Der Pacific Nations Cup 2010 war die fünfte Ausgabe des Rugby-Union-Turniers Pacific Nations Cup. Beteiligt waren die Nationalmannschaften von Fidschi, Japan, Samoa und Tonga. Zwischen dem 12. und 26. Juni 2010 fanden sechs Spiele statt, wobei jede Mannschaft je einmal gegen die drei anderen antrat. Fünf der sechs Spiele wurden in Samoa ausgetragen, eines in Fidschi. Den Titel gewann erstmals Samoa. Die Titelverteidiger des Vorjahres, die Junior All Blacks, traten nicht mehr an.

## Tabelle
|    | Team    | Spiele | Siege | Unent. | Ndlg. | Spiel- punkte | Diff. | Bonus- punkte | Tabellen- punkte |
| -- | ------- | ------ | ----- | ------ | ----- | ------------- | ----- | ------------- | ---------------- |
| 1. | Samoa   | 3      | 2     | 0      | 1     | 78:63         | + 15  | 1             | 9                |
| 2. | Fidschi | 3      | 2     | 0      | 1     | 72:77         | − 5   | 1             | 9                |
| 3. | Japan   | 3      | 1     | 0      | 2     | 65:68         | − 3   | 0             | 4                |
| 4. | Tonga   | 3      | 0     | 0      | 3     | 84:91         | − 7   | 4             | 4                |

Die Punkteverteilung war wie folgt:
- 4 Punkte bei einem Sieg
- 2 Punkte bei einem Unentschieden
- 0 Punkte bei einer Niederlage (vor möglichen Bonuspunkten)
- 1 Bonuspunkt bei vier Versuchen in einem Spiel
- 1 Bonuspunkt bei einer Niederlage mit weniger als sieben Punkten Unterschied

## Ergebnisse
| 12. Juni 2010 15:10 UTC−11 | Samoa | 24 : 23        | Tonga                                                                                                  | Apia Park, Apia Schiedsrichter: Peter Fitzgibbon (Irland) |
| 12. Juni 2010 15:10 UTC−11 | Versuche: Poluleuligaga 26. erh. Strafversuch 56. erh. Pesamino 68. erh. Erhöhungen: Lui (3/3) Straftritte: Williams (1/1) 7. | (10:6) Bericht | Versuche: Lilo 63. erh. Taufa 77. erh. Erhöhungen: Morath (2/2) Straftritte: Morath (3/3) 2., 25., 52. | Apia Park, Apia Schiedsrichter: Peter Fitzgibbon (Irland) |

| 12. Juni 2010 15:10 UTC+12 | Fidschi | 22 : 8        | Japan                                                         | Churchill Park, Lautoka Schiedsrichter: George Clancy (Irland) |
| 12. Juni 2010 15:10 UTC+12 | Versuche: Matawalu 50. erh. Nagusa 56. erh. Keresoni 76. n.erh. Erhöhungen: Dakuvula (2/3) Straftritte: Dakuvula (1/3) 5. | (3:0) Bericht | Versuche: Kikutani 73. n.erh. Straftritte: Nicholas (1/1) 60. | Churchill Park, Lautoka Schiedsrichter: George Clancy (Irland) |

| 19. Juni 2010 13:10 UTC−11 | Fidschi | 41 : 38         | Tonga | Apia Park, Apia Schiedsrichter: Peter Fitzgibbon (Irland) |
| 19. Juni 2010 13:10 UTC−11 | Versuche: Radekedike 29. erh. Ma’afu 45. erh. Bola 64. erh. Waqaniburotu 68. erh. Qaraniqio 73. erh. Erhöhungen: Rawaqa (5/5) Straftritte: Rawaqa (2/2) 28., 56. | (10:31) Bericht | Versuche: Lilo (2) 2. erh., 13. erh. Fatafehi 19. erh. Kalamafoni 24. erh. Olosoni 48. erh. Erhöhungen: Morath (5/5) Straftritte: Morath (1/1) 35. | Apia Park, Apia Schiedsrichter: Peter Fitzgibbon (Irland) |

| 19. Juni 2010 13:10 UTC−11 | Samoa | 23 : 31        | Japan | Apia Park, Apia Schiedsrichter: Wayne Barnes (England) |
| 19. Juni 2010 13:10 UTC−11 | Versuche: Stowers 53. n.erh. Pesamino 71. n.erh. Tekori 78. erh. Erhöhungen: Lui (1/3) Straftritte: Lui (2/2) 11., 14. | (6:25) Bericht | Versuche: Nicholas (2) 24. erh., 33. erh. Onozawa 28. n.erh. Erhöhungen: Arlidge (2/3) Straftritte: Arlidge (3/3) 7., 40., 46. Dropgoals: Arlidge (1/1) 77. | Apia Park, Apia Schiedsrichter: Wayne Barnes (England) |

| 26. Juni 2010 13:10 UTC−11 | Japan | 26 : 23        | Tonga | Apia Park, Apia Schiedsrichter: Steve Walsh (Australien) |
| 26. Juni 2010 13:10 UTC−11 | Versuche: Hatakeyama 51. erh. Strafversuch 80.+4 erh. Erhöhungen: Arlidge (2/2) Straftritte: Arlidge (4/4) 18., 40., 45., 73 | (6:17) Bericht | Versuche: Helu 3. erh. Fatafehi 27. erh. Erhöhungen: Morath (2/2) 5., 28. Straftritte: Morath (3/3) 11., 42., 76. | Apia Park, Apia Schiedsrichter: Steve Walsh (Australien) |

| 26. Juni 2010 16:10 UTC−11 | Fidschi                                 | 9 : 31         | Samoa | Apia Park, Apia Schiedsrichter: Romain Poite (Frankreich) |
| 26. Juni 2010 16:10 UTC−11 | Straftritte: Rawaqa (3/3) 35., 49., 65. | (3:14) Bericht | Versuche: Tekori 16. erh. Pesamino 23. erh. Fa’osiliva (2) 70. n.erh., 73. erh. Mai 80. n.erh. Erhöhungen: Lui (3/5) | Apia Park, Apia Schiedsrichter: Romain Poite (Frankreich) |